# Carantilly
Carantilly – miejscowość i gmina we Francji, w regionie Normandia, w departamencie Manche.
Według danych na rok 1990 gminę zamieszkiwało 536 osób, a gęstość zaludnienia wynosiła 50 osób/km² (wśród 1815 gmin Dolnej Normandii Carantilly plasuje się na 414. miejscu pod względem liczby ludności, natomiast pod względem powierzchni na miejscu 459.).